# Keystone Kops

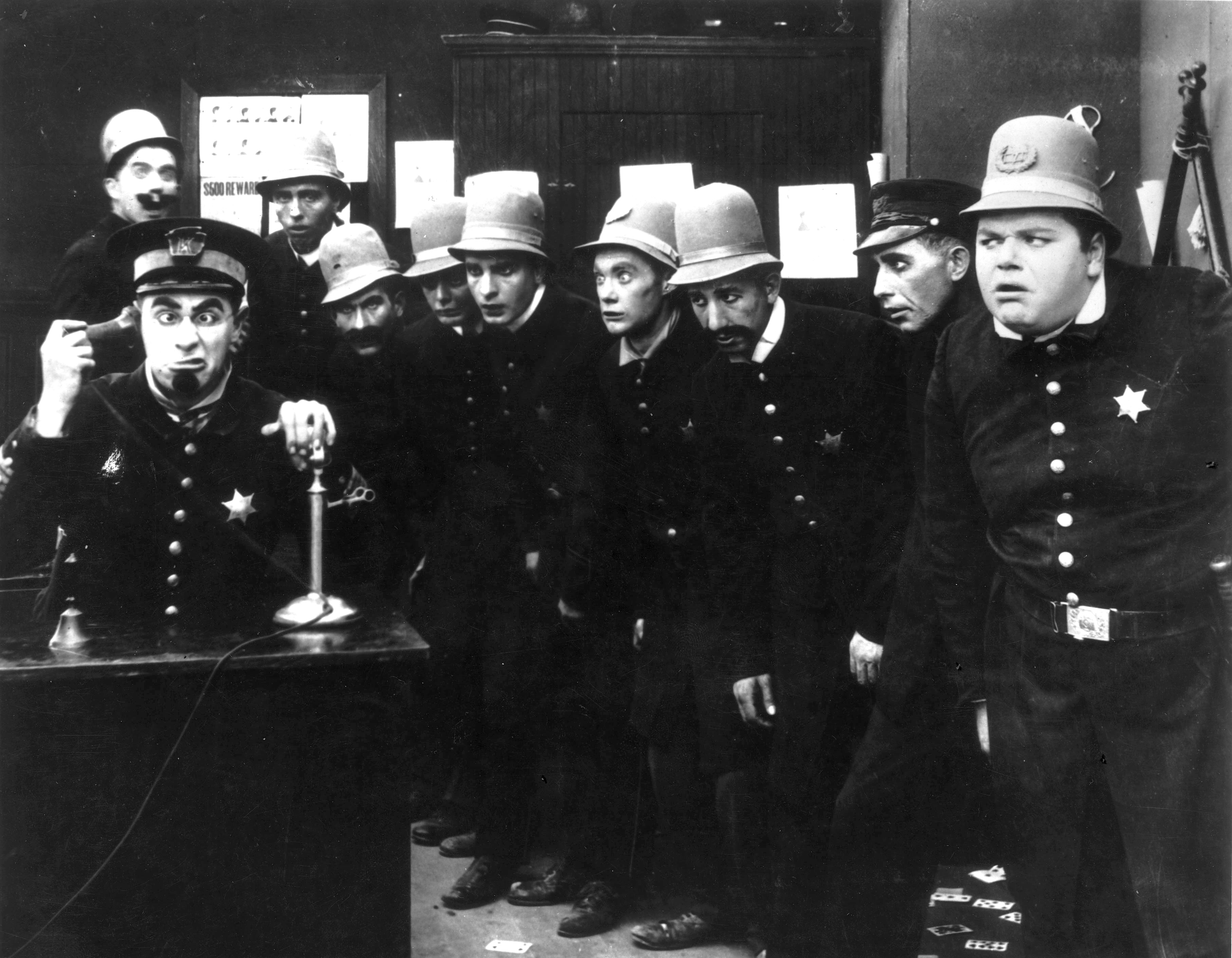
Die Keystone Kops

Die Keystone Kops waren eine Gruppe chaotischer, unfähiger Polizisten, die zwischen 1912 und 1917 elementarer Bestandteil der hektischen Verfolgungsjagden in den von Mack Sennett produzierten stummen Slapstick-Komödien der Keystone Studios waren.
Die Idee zu dieser komischen Truppe, die sich unter anderem aus ehemaligen Zirkusclowns und Preisboxern zusammensetzte, hatte Schauspieler Hank Mann, der im Debütfilm der Kops, dem heute verschollenen Hoffmeyer's Legacy (1912), auch als Chief Tehiezel mitwirkte. George Jeske, Bobby Dunn, Mack Riley, Charles Avery, Slim Summerville und Edgar Kennedy komplettierten die Erstbesetzung. Im zweiten Kurzfilm The Bangville Police (1913) stand die „Polizeiarbeit“ erstmals im Mittelpunkt des Geschehens. Hier spielte Fred Mace den Chef der Kops, eine Rolle, die heute aber vor allem mit Ford Sterling assoziiert wird. Der Fahrer des Einsatzwagens war aufgrund seiner halsbrecherischen Fahrkünste eine Zeitlang der spätere Regisseur Del Lord. Die Besetzung der Truppe wechselte ständig, und viele bekannte Komiker begannen hier ihre Karriere, darunter Fatty Arbuckle, Al St. John und Chester Conklin. Im Film A Thief Catcher (1914) war auch Charlie Chaplin als Keystone Kop zugegen.
Die Verfolgungsjagden mit den Kops hatten großen Einfluss auf nachfolgende Slapstick-Filme, in denen das Thema immer wieder variiert wurde. Sennett selbst machte auch nach seiner Keystone-Zeit noch von einer vergleichbar chaotischen Polizistentruppe Gebrauch, zum Beispiel in Wandering Willies (1926) mit Billy Bevan. Zudem gab es später mehrere filmische Hommagen an Sennetts Mannen.
In der amerikanischen Filmliteratur hat sich der Begriff Keystone Chase für eine slapstickartige Verfolgungsjagd etabliert, bei der sowohl der Verfolgte als auch die Verfolger ihre Aktivitäten mit sehr viel Energie, jedoch in heillosem Chaos und unter gegenseitiger Behinderung durchführen. Das im Film als tollpatschig und aberwitzig erscheinende Verhalten erforderte von den Schauspielern hohe Anforderungen an physischem Einsatz und Koordination.
Neben der Schreibweise Keystone Kops ist außerdem die orthographisch korrekte Schreibweise Keystone Cops gebräuchlich, wie sie auch in vielen zeitgenössischen Zeitungsartikeln benutzt wurde. Diejenige mit K geht möglicherweise auf den Film Abbott and Costello Meet the Keystone Kops (Abbott und Costello als Gangsterschreck, 1955) zurück.

## Filmtitel (Auswahl)
Eine Auswahl der Filme mit Beteiligung der Keystone Kops:
- 1912: Hoffmeyer's Legacy (gilt als verloren)
- 1913: Bangville Police (mit Mabel Normand)
- 1913: The Gangsters
- 1913: Barney Oldfield's Race for a Life
- 1913: Mabel's New Hero
- 1913: Mabel’s Dramatic Career
- 1913: The Speed Kings
- 1913: A Muddy Romance
- 1914: In the Clutches of the Gang (gilt als verloren)
- 1914: Making a Living (mit Charles Chaplin)
- 1914: The Sky Pirate (verloren?)
- 1914: The Noise of Bombs
- 1914: Tillies gestörte Romanze
- 1915: Love, Speed and Thrills
- 1915: Mabel, Fatty and the Law
- 1915: Wished on Mabel
- 1915: Ambrose's Nasty Temper
- 1915: Love, Loot and Crash
- 1915: A Hash House Fraud
- 1916: Fatty and Mabel Adrift
- 1916: Wife and Auto Trouble
- 1917: Her Torpedoed Love

## Bibliografie
- Carl Davis: Keystone Kops: Score & Parts, Faber & Faber (2003)
- Rob King: The Fun Factory: The Keystone Film Company and the Emergence of Mass Culture, University of California Press (2009)